# Pinanga sessilifolia
Pinanga sessilifolia är en enhjärtbladig växtart som beskrevs av Caetano Xavier Furtado. Pinanga sessilifolia ingår i släktet Pinanga och familjen Arecaceae. Inga underarter finns listade i Catalogue of Life.